# روميو تاناكا
روميو تاناكا (باليابانية: 田中ロミオ) (6 يونيو 1973، إيشيكاوا في اليابان)؛ كاتب سيناريو وروائي ياباني. درس في جامعة تسوكوبا.